# Paulo Vilhena
Paulo Eduardo Oliveira de Vilhena Moraes (n. 3 ianuarie 1979, Santos, São Paulo, Brazilia) este un actor brazilian. 
El a apărut pe show-ul tv Sandy & Junior (1998) și alte câteva telenovele de succesiune, ca de exemplu: Coração de Estudante (2002), Celebridade (2003), Paraíso Tropical (2007), Três Irmãs (2008), Morde & Assopra (2011) si Império (2014).  